# ǃ쿵족
ǃ쿵족(ǃKung people, 또는 ǃKung San people)은 산족에 포함되는 아프리카의 민족이다.

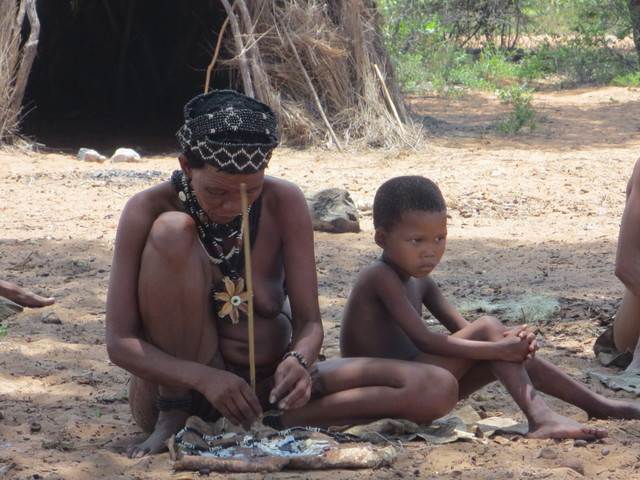
ǃ쿵족 여인과 어린이

## 부족의 이름
!쿵족의 이름은 그들이 사용하는 언어인 !쿵어에서 기원하였다.
!쿵족들은 그들 스스로를 주호안시(Juǀʼhoansi, Zhun twasi 또는 Zhu twa si)로 칭하며, 이는 “보통 사람”이라는 의미를 지닌다. 또한 반투족들은 그들을 “발굽 없는 동물”이라는 뜻인 조시(zosi)라고 칭한다.
표기에서 사용되는 ǃ과 ǀ (표현상의 한계로 /로 쓰기도 함)는 각각 국제 음성 기호로 치경 흡착음과 치 흡착음을 나타낸다.

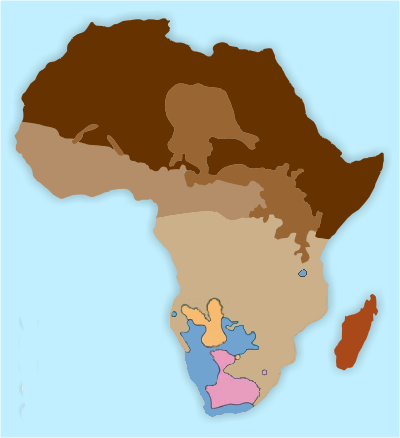
!쿵어를 사용하는 카어족의 분포 (주황색)

## 역사
미토콘드리아 DNA를 이용한 하플로그룹 분석에 의하면 !쿵족은 인류의 가장 오래된(다른 인류와 가장 깊이 분기된) 민족 중 하나로 여겨진다.
이들은 코이산 어족내의 다른 민족들과도 근연 관계가 있는 것으로 보인다. 초딜로 언덕에서 !쿵족의 흔적을 찾아볼 수 있으며, 이들은 이 곳을 성지로 생각한다.

## 문화
1950년대를 전후하여 !쿵족에 대한 인류학적 연구가 활발히 진행되기 시작하였고, 이들의 사회 구성과 문화가 보고되었다. 수렵과 채집을 통해 살아간다. 특히 몽공고 열매를 채집하여 주식으로 삼는다.
평등사회를 지향하여 종족 내부에서 물자 배분을 똑같이 하였다.

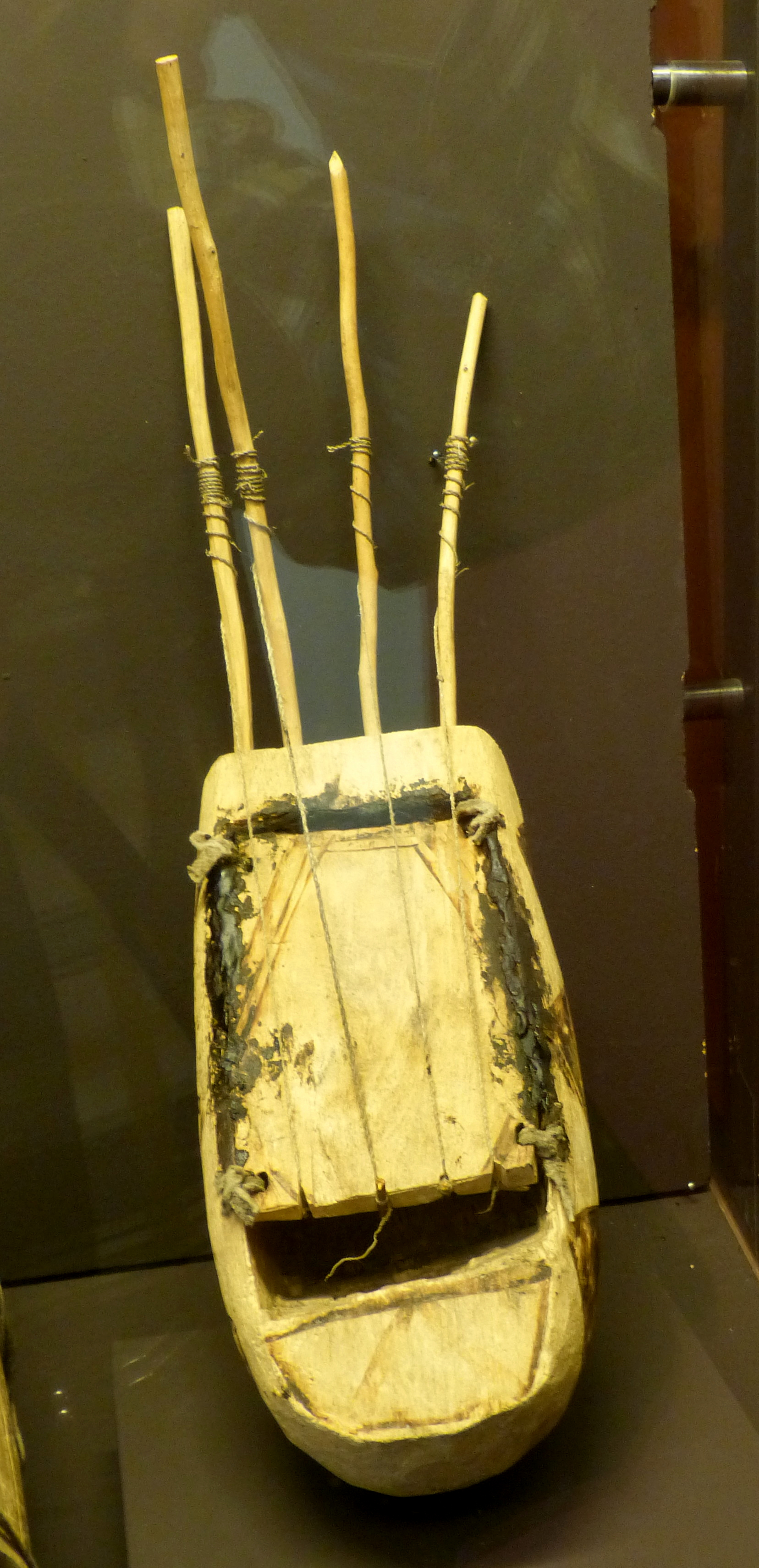
ǃ쿵족의 현악기

## 언어
!쿵족은 흔히 ǃ쿵어, 또는 주(Ju)로 불리는 방언연속체에 속하는 언어를 사용한다. !쿵어의 방언은 지역적으로 크게 북부, 중부, 남부의 세 가지로 나뉜다.
이들의 언어는 특징적인 흡착음으로 잘 알려져 있다.

## 분포
!쿵족은 아프리카 남부의 칼라하리 사막 일대 및 그 주변에 넓게 분포하고 있다. 나미비아의 북동부 일대와 보츠와나 서부,  앙골라의 오카방고 강 일대, 쿠안두쿠방구와 쿠네느에 주로 거주한다.

## 같이 보기
- 산족
- 칼라하리 논쟁
- 나미비아